# Paramesodes tawae
Paramesodes tawae är en insektsart som beskrevs av Wilson 1983. Paramesodes tawae ingår i släktet Paramesodes och familjen dvärgstritar. Inga underarter finns listade i Catalogue of Life.